# Enriqueta Martí
Pour les articles homonymes, voir Martí.
Enriqueta Martí i Ripollés, née en 1868 à Sant Feliu de Llobregat et morte le 12 mai 1913 à Barcelone, était une tueuse en série catalane, ravisseuse et proxénète d'enfants.
Des recherches récentes font toutefois valoir qu'elle n'a pas été une tueuse d'enfants, mais plutôt une personne souffrant de troubles mentaux qui ne peuvent prouver de façon concluante l'enlèvement d'une jeune fille. Toute légende qui lui a été attribuée n'a pu être démontrée,.

## Jeunesse
Enriqueta a quitté sa ville natale (Sant Feliu de Llobregat) pour Barcelone où elle a travaillé comme servante et nourrice, mais bientôt se tourna vers la prostitution, à la fois dans les bordels et dans des lieux consacrés à cette activité, comme le port de Barcelone ou le portail de Santa Madrona. En 1895, elle épouse un artiste-peintre du nom de Joan Pujaló, mais le mariage échoua selon Pujaló en raison des liaisons d'Enriqueta avec d'autres hommes, de son caractère faux, étrange et imprévisible, et de ses visites continues aux maisons de passes. En dépit du mariage, elle continuait à fréquenter les lieux de prostitution et des personnes de mœurs douteuses. Le couple se réconcilia et se sépara environ six fois. Au moment de l'emprisonnement d'Enriqueta en 1912, le couple était séparé depuis cinq ans et n'avait pas eu d'enfant.
Enriqueta menait une double vie. Au cours de la journée, elle était en haillons et demandait la charité dans des maisons, des couvents et des paroisses, avec des enfants à la main, qu'elle faisait passer pour les siens. Le soir elle les prostituait ou les assassinait. Elle n'avait aucun besoin de mendier puisque son travail de maquerelle et de prostituée lui procurait suffisamment d'argent pour bien vivre. La nuit, elle mettait de luxueux vêtements, chapeaux et perruques, et allait au Théâtre del Liceu, au Casino de la Arrabassada et aux autres endroits fréquentés par les riches de Barcelone. Il est probable qu'elle y offrait ses services comme pourvoyeuse d'enfants. En 1909, elle fut arrêtée dans son appartement de la rue Minerva à Barcelone, accusée de diriger un bordel qui offrait les services sexuels d'enfants de 3 à 14 ans. Un jeune homme d'une riche famille fut arrêté avec elle. Grâce à ses contacts dans la haute société de Barcelone, Enriqueta ne fut jamais  jugée et la question de la prostitution fut perdue dans le système judiciaire et bureaucratique.
En même temps qu'elle prostituait des enfants, elle pratiquait la sorcellerie. Les produits qu'elle utilisait étaient fabriqués à partir des restes des enfants qu'elle tuait, qui allaient de nouveau-nés jusqu'à des enfants de 9 ans. Elle utilisait tout ce qu'elle pouvait : la graisse, le sang, les poils, les os (qu'elle transformait habituellement en poudre) ; pour cette raison, elle n'avait aucun problèmes à se débarrasser des corps de ses victimes. Enriqueta proposait des baumes, des onguents, des philtres, des cataplasmes et des potions, en particulier pour traiter la tuberculose tant redoutée à l'époque, et toutes sortes de maladies que la médecine était impuissante à guérir. La bourgeoisie payait grassement pour ces produits.
Ayant été active pendant vingt ans, on la soupçonne d'avoir enlevé un nombre élevé d'enfants. Au moment de sa dernière arrestation dans son appartement à l'entresol du 29 Carrer de Ponent (aujourd'hui rue Joaquín Costa), dans le quartier d'El Raval, on trouva dans les différents appartements de Barcelone où elle avait vécu, les ossements de douze enfants. Les médecins légistes eurent beaucoup de difficultés à identifier les restes et aboutir à ce résultat. Enriqueta a peut-être été le tueur en série le plus meurtrier d'Espagne. On peut supposer que le nombre total d'enfants qu'elle a enlevés et tués soit beaucoup plus important. Il est clair qu'elle a agi pendant de nombreuses années à Barcelone car la rumeur d'un ravisseur de nouveau-nés était alors tenace en raison d'un nombre important d'enfants disparaissant sans laisser de trace.

## Le premier entresol du 29 rue de Ponent
Le 10 février 1912, elle a kidnappé sa dernière victime, Teresita Guitart Congost. Pendant deux semaines, la ville a cherché la petite fille, en proie à une grande indignation contre la passivité des autorités dans les recherches sur les enfants disparus. Une voisine suspicieuse, Claudia Elías, retrouvera la trace de Teresita. Le 17 février, Elías vit une fille aux cheveux courts regarder à travers un battant dans la cour intérieure de son escalier. Elle se trouvait à l'entresol du numéro 29 de la rue Ponent. Elías n'avait jamais vu cette fille. La petite jouait avec un autre enfant et Elías a demandé à sa voisine, quand elle l'a vue à la fenêtre de son appartement, si la fillette était la sienne. La voisine en question était Enriqueta Martí, qui a fermé la fenêtre sans dire un mot. Surprise, Claudia Elías a parlé de cet incident à une de ses amies dans la même rue, un matelassier, et lui a dit qu'elle soupçonnait que la petite fille était Teresita Guitart Congost. Elle lui a aussi raconté la vie étrange de sa voisine de l'entresol. Le matelassier a informé un agent municipal, José Asens, qui à son tour, a communiqué cette information à son chef, le brigadier Ribot. Le 27 février, sous prétexte d'une plainte au sujet de la possession de poules dans l'appartement, Ribot et deux agents sont allés chercher Enriqueta, qui était dans la cour de la rue Ferlandina et l'ont accompagnée à son appartement. Elle s'est montrée surprise, mais n'a pas émis d'objection, sans doute pour éviter les soupçons.
À l'entrée des policiers, deux jeunes filles se trouvaient dans l'appartement. L'une était Teresita Guitard Congost et l'autre s’appelait Angelita. Après une déposition, Teresita a été rendue à ses parents. Elle a expliqué comment, à un moment où elle s'était éloignée de sa mère, Enriqueta l'avait prise par la main en lui promettant des bonbons : quand Teresita avait réalisé qu'elle était trop loin de sa maison et avait voulu rentrer, Enriqueta l'avait couverte d'un chiffon noir et l'avait emmenée de force à son appartement. Après avoir atteint l'appartement, Enriqueta avait coupé les cheveux de la fillette et changé son nom en Felicidad, lui disant qu'elle n'avait pas de parents, qu'elle était sa belle-mère et qu'elle devait l'appeler ainsi quand elles seraient dans la rue. Enriqueta lui donnait des pommes de terre et du pain rassis, ne la battait pas mais la pinçait et lui interdisait de se montrer aux fenêtres ou sur le balcon. Teresita déclara qu'elle avait l'habitude de les laisser seules et qu'un jour elles avaient pris le risque d'explorer les pièces où Enriqueta leur interdisait d'entrer. Elles avaient découvert un sac avec des vêtements de filles couverts de sang et un couteau à désosser également couvert de sang. Teresita n'avait jamais quitté l'appartement pendant sa captivité.
La déposition d'Angelita était plus effrayante. Avant l'arrivée de Teresita dans l'appartement, il y avait un garçon de cinq ans appelé Pepito. Angelita déclara qu'elle avait vu Enriqueta, qu'elle appelait « maman », le tuer sur la table de la cuisine. Enriqueta ne savait pas que la fillette l'avait vue et Angelita avait couru se cacher dans son lit et fait semblant de dormir. L'identité d'Angelita a été plus difficile à établir, en raison de l'imprécision des premières déclarations d'Enriqueta. La petite ne connaissait pas son vrai nom et répétait l'affirmation d'Enriqueta que son père s'appelait Joan. Celle-ci affirmait qu'Angelita était sa fille, qu'elle avait eue avec Joan Pujaló. L'ancien mari d'Enriqueta s'est présenté devant le juge de sa propre volonté pour découvrir l'arrestation de son épouse et a déclaré qu'il ne vivait plus avec elle depuis des années, qu'ils n'avaient pas eu des enfants et qu'il ne savait pas d'où venait Angelita. En fin de compte Enriqueta a déclaré qu'elle l'avait prise à sa naissance à sa belle-sœur, à qui elle avait fait croire que la fillette était mort-née. Enriqueta Martí Ripollés a été arrêtée et enfermée à la prison "Reina Amalia", démolie en 1936.
Durant la seconde inspection de l'appartement, on a trouvé le sac dont avaient parlé les fillettes, avec les vêtements d'enfants remplis de sang et le couteau. On a aussi trouvé un autre sac de linge sale, avec de petits ossements humains au fond, au moins trente. Ces os avaient été exposés au feu. On a également découvert également un salon somptueusement décoré d'une armoire avec les beaux vêtements d'un garçon et d'une fille. Ce salon contrastait avec le reste de l'appartement, qui était austère et pauvre et sentait mauvais. Dans une autre pièce fermée à clé, ils ont découvert l'horreur que cachait Enriqueta Martí : cinquante pichets, pots et cuvettes contenant des restes humains : lard gras, sang coagulé, cheveux d'enfants, squelettes de mains, poudre d'os... et des pots avec les potions, onguents et pommades déjà préparés pour la vente. En poursuivant l'enquête, on découvrit deux autres appartements où Enriqueta avait vécu : un appartement dans la rue Tallers, un autre dans la rue Picalqués, et une petite maison dans la rue des Jeux Floraux, à Sants, au sud de Barcelone. Dans chacun d'eux on a trouvé de fausses cloisons et des restes humains dans les plafonds. Dans le jardin de la maison de la rue Jeux Floraux, on a trouvé le crâne d'un enfant de trois ans et une série d'os correspondant à des enfants de 3, 6 et 8 ans. Certains restes avaient encore des morceaux de vêtements, comme une chaussette reprisée, ce qui a donné l'idée qu'Enriqueta kidnappait habituellement des enfants de familles pauvres, dotées de faibles moyens pour les retrouver. Dans un autre logement à Sant Feliu de Llobregat, propriété de la famille d'Enriqueta, ont été aussi trouvés des restes d'enfants dans des vases et des pots, et les livres de remèdes. La maison appartenait à la famille Martí et était connu dans la population par le surnom de "Lindo", mais était fermée à cause des mauvaises affaires du père d'Enriqueta, selon le témoignage de Joan Pujaló.
Dans l'entresol de la rue Ponent ont été découvertes des choses étranges : un livre ancien avec une couverture de parchemin, un livre de notes où elle avait écrit des recettes et potions avec une calligraphie très élégante, un paquet de lettres et de notes écrites en langage chiffré et une liste avec les noms de familles et de personnages très importants de Barcelone. Cette liste a créé la polémique, car dans la population on a cru que c'était la liste des riches clients d'Enriqueta. Les gens croyaient qu'ils ne seraient pas punis pour leurs crimes de pédophilie ou pour l'achat des restes humains pour traiter leur santé en raison de leur richesse. La police a essayé d'arrêter les fuites au sujet de cette liste, mais il a couru des rumeurs qu'elle contenait des médecins, des politiciens, des hommes d'affaires et des banquiers. Les autorités, qui avaient encore la Semaine tragique de 1909 à l'esprit et craignaient une émeute populaire ont calmé l'agitation en faisant publier par les journaux un article expliquant que la fameuse liste contenait seulement les noms de personnes auprès de qui Enriqueta mendiait et que ces familles et personnalités avaient été escroquées par les mensonges et les requêtes de l'assassin.
Enriqueta a été incarcérée à la prison "Reina Amalia" en attente de son jugement. Elle tenta de se suicider en se coupant les veines avec un couteau de bois, ce qui indigna la population ; les gens voulant qu'elle soit jugée et exécutée par le garrot. Les autorités carcérales firent savoir par voie de presse que des mesures avaient été prises pour que Enriqueta ne soit pas laissée seule ; trois des détenues avec plus d'autorité dans la prison étaient en cellule avec elle. Elles avaient des instructions pour la découvrir dans le lit quand elle s'était entièrement couverte afin d'éviter toute tentative de suicide caché.
Enriqueta n'a jamais été jugée pour ses crimes. Elle est morte un an et trois mois après son arrestation, passée l'indignation du public. Ses compagnons de prison l'ont lynchée sur l'un des patios de prison. Son procès était encore en phase d'instruction à cette époque. Cet assassinat n'a pas donné l'occasion de la juger ni de divulguer les secrets qu'elle détenait. Elle est morte tôt le matin du 12 mai 1913, officiellement d'une longue maladie, mais en fait des suites d'un passage à tabac. Elle a été enterrée secrètement dans une fosse commune du cimetière du Sud-Ouest, situé sur la montagne de Montjuïc, à Barcelone.

## Déclarations d'Enriqueta et témoignages
Elle a été interrogée sur la présence de Teresita Guitard dans sa maison et a expliqué l'avoir trouvée perdue et affamée la veille dans la Ronda de Sant Pau. Mais Claudia Elias avait vu la petite fille dans sa maison plusieurs jours avant l'arrestation.
Enriqueta avait changé son nom, Martí, en Marina. Avec ce nom de famille sont apparus plusieurs logements loués, dont elle n'a presque jamais payé le loyer. Pendant ses interrogatoires, elle a avoué son vrai nom, qui a été corroboré par le témoignage de son mari, Joan Pujaló.
Elle a également été interrogée sur la présence d'os et autres restes humains ainsi que des crèmes, des potions, cataplasmes, onguents et flacons de sang prêt à être vendus, ainsi que sur le couteau à désosser. 
Enriqueta a d'abord fait valoir qu'elle avait fait des études d'anatomie. Sous la pression de l'interrogatoire, elle a fini par avouer que les enfants étaient utilisés comme matières premières pour la préparation de remèdes. Elle était experte en la matière et savait qu'ils étaient très bien payés par des personnes de la bonne société. Lors d'un moment de faiblesse elle suggéra d'aller voir ses logements des rues Tallers, Picalqués, Jocs Floral et sa maison de Sant Feliu de Llobregat
Hormis ce moment de faiblesse et de colère sur le sort qui l'attendait, elle n'a pas dit un seul nom de clients.
En ce qui concerne Pepito, on lui a demandé où il se trouvait et elle a dit qu'il n'était pas avec elle, qu'il avait été envoyé à la campagne parce qu'il était tombé malade. Elle avait donné cette même excuse à sa voisine, Claudia Elias, quand celle-ci avait demandé pourquoi elle ne l'avait pas vu ni entendu. 
Selon elle, Pepito lui avait été confié par une famille pour qu'elle s'en occupe. La police connaissait l'existence du petit garçon à la fois par le témoignage d'Angelita et par celui de Claudia Elias, qui l'avait vu à l'occasion. Son assassinat était attesté par le témoignage d'Angelita, les vêtements sanglants dans un sac, le couteau et quelques restes de graisse, du sang frais et des os brisés. Parmi les corps se trouvait celui de Pepito. Elle ne pouvait indiquer quelle famille lui avait confié l'enfant, et il était clair qu'elle l'avait enlevé.
Une immigrante aragonaise d'Alcañiz l'a reconnue comme le ravisseur de son fils en bas âge, environ six ans plus tôt, en 1906. Enriqueta avait montré une extraordinaire bienveillance pour cette femme épuisée et affamée après un très long voyage depuis sa région, et celle-ci l'avait laissé tenir l'enfant. Avec une excuse ingénieuse, elle s'était éloignée de la mère et avait disparu. La mère n'avait jamais retrouvé son fils, ni su ce qu'elle en avait fait. Il est probable qu'elle ait utilisé le bébé pour la fabrication de ses remèdes.
Elle a essayé de faire passer Angelita pour sa fille avec Joan Pujaló. Elle a même appris à la fillette à dire que son père s'appelait Joan, mais la jeune fille ignorait complètement son nom de famille et n'avait jamais vu son père supposé. Pujaló a nié qu'elle était de lui et il a affirmé qu'Enriqueta avait déjà simulé une grossesse et un accouchement dans le passé. Un examen médical a confirmé que Enriqueta n'avait jamais accouché.
Angelita serait en réalité la fille de sa belle-sœur, Maria Pujaló, qu'elle avait aidé à l'accouchement. Elle l’a lui aurait volée en lui faisant croire que l'enfant était mort à la naissance.